# スマートドラッグ
スマートドラッグ（英: smart drug）とは、人間の脳の機能や能力を高めたり、認知能力や記憶力を高めるとされる薬品や物質の総称である。ヌートロピック（Nootropic）、メモリーエンハンサー（memory enhancer）、ニューロエンハンサー（neuro enhancer）、コグニティブエンハンサー（cognitive enhancer）、インテリジェンスエンハンサー（intelligence enhancer）等とも呼ばれる。医学界ではエビデンスがなく、買わないことを勧めている。

## 概要
スマートドラッグは、狭義には医薬品のみを指すが、広義には栄養素やサプリメントや健康食品などを含めることもある。ここでは、後者の定義を使用する。英語圏では"Smart drug"のほかに、後者の定義と同じ意味で"ヌートロピック"（Nootropics：向知性薬、すなわち脳の認知能の向上薬を指す）という呼称がより多く使われている。略称はスマドラ。スマートドラッグの日本語訳には「頭のよくなる薬」、「頭をよくする薬」などがある。脳の機能を高める栄養素はsmart nutrientsと呼ばれ、日本語訳には「頭をよくする栄養素」がある。
スマートドラッグは主に、脳の神経伝達物質や、酵素・ホルモンなどの神経化学物質の供給を増やしたり、酸素供給量を向上させたり、神経の成長を促進させたりすることによって働くといわれている。
また、スマートドラッグと呼ばれる化合物の大半（いわゆるヌートロピック）は、単なる栄養素や植物成分（ハーブ、根、豆、樹皮など）で、一般用医薬品としてドラッグストアで購入可能であり、栄養補助食品として利用されている。全体のうちのごく一部のスマートドラッグは処方箋医薬品であり、認知学習障害やアルツハイマー病、パーキンソン病の治療や、酸素欠乏による低酸素症を防ぐ目的で使用される。これらの医療用医薬品は人間強化を目的とした様々な応用も可能であるためにインターネット上で大規模に売買がなされており、また、医療目的外の個人的な認知能力の向上を目的とした多くの人々によって使用されている。
チェス選手を対象にメチルフェニデート、モダフィニル、カフェインで勝率が変化するかを調査する実験では、スコアは上昇したが持ち時間を超過しやすくなるなどデメリットも確認され、神経心理学のテストの結果と合わせると興奮剤による能力向上の可能性は低いと報告されている。
なお、専門家による科学的研究はスマートドラッグの利用者が主張する利点の一部を支持する一方で、大半のヌートロピックに関する多くの主張は、科学的に正式なテストが行われていない点には注意が必要である。
2017年6月、厚生労働省は受験生にスマートドラッグが広まり健康被害が報告されているとして、医師の処方箋が無ければ個人輸入を原則認めない方針であることが判明した。

## 一般的な方法
神経伝達物質の補助として神経伝達物質の産生に必要な前駆体や補因子を体内に補給する。なお、心血管を鍛える有酸素運動を定期的に行うことで、心臓が脳へと供給する酸素量を増やすことでも向知性の効果があることには留意すべきである。

## スマートドラッグの入手方法
日本では、スマートドラッグのうち、処方箋医薬品に当たるものは、処方箋または個人輸入によってのみ手に入り、特に個人輸入がよく使われる。また、一般用医薬品やサプリメント類は日本国内でも手に入るものも少なくないが、アメリカのものに比べ非常に高価で、成分の含有量がとても少ないことが多いので、やはり個人輸入に頼ることが多い。なお、一部の薬物は個人輸入が禁止されており、その他の薬であっても輸入する際には薬監証明の事前申請や医者からの処方箋などを必要とする。
2019年1月1日から、厚生労働省が公表している「脳機能の向上等を標ぼうする医薬品等を個人輸入する場合の取扱いについて」に記載がある薬物が含まれる場合は、「平成30年11月26日付け薬生監麻発1126第2号厚生労働省医薬・生活衛生局監視指導・麻薬対策課長通知」の通りに、海外からの入国者が治療に使うために持ち込む以外は、薬監証明が無ければ数量問わず輸入を認めない事となっている。なお、海外渡航者が治療に必要になる以上の薬を持ち込む場合や、特定の薬物に関しては、事前に申請や医者の証明書が必要になることがある。

## スマートドラッグの種類
"医薬品"という語は法的名称として用いられているが、医薬品指定を受けていることがより薬効があることを示すわけではないことには留意すべきである。また、スマートドラッグの効能は化合物によっても異なる上、利用者の個人差もある。より詳細な情報は各リンク先の記事を参照のこと。

### 神経伝達物質を調整するスマートドラッグ
思考は、生物学的には難しい部類の作業である。思考はニューロンを活性させる必要があるが、そのためには十分な神経伝達物質を必要とする。この神経伝達物質は、シナプス末端への再取り込みにより再び利用することが可能であるものの、それでも徐々に消耗してしまう。神経伝達物質の消耗は頭の働きのパフォーマンスを低下させ、注意力、論理的思考能力、学習能率、想起能力、調整能力、処理能力、レスポンスなどを悪化させるほか、憂鬱や精神的疲労をも引き起こす。その結果として、仕事や活動においてのミスも多くなる。そしてストレスは、神経伝達物質の劣化をより促進することが知られている。
これらの理由により、神経伝達物質は頻繁に補充される必要がある。神経伝達物質の補充には、伝達物質の生合成素材となる化合物を摂取する必要がある。そのため、神経伝達物質を最適なレベルに保つことで、一般人の限界を超えるほどに頭の回転の速さやスタミナが向上することが期待されるのである。
また、脳が老化するにつれて神経伝達物質を若い頃のレベルに保つことが難しくなることから、神経伝達物質の生合成素材となる化合物を十分に脳に与えることによって、脳を若々しい状態に戻すのを助ける、という効果も期待される。

#### コリン作用性のスマートドラッグ
コリン作動薬とは、神経伝達物質アセチルコリンやアセチルコリンを使用する神経系の構成要素に影響を与える物質である。
アセチルコリンは、記憶、集中、高等な思考（抽象的思考、計算、革新的思考など）を手助けする。アセチルコリンの使用効率を高めることで、これらの機能を向上させたり、これらの機能がストップすることなく持続する時間を延ばしたりできる可能性がある。逆に、アセチルコリンの過剰供給はパフォーマンスを低下させる恐れがある。
コリン作動薬であるスマートドラッグはアセチルコリン前駆体や補因子、アセチルコリンエステラーゼ阻害剤が挙げられ、刺激防壁作用や集中力改善、記憶力改善、知的スタミナ力の改善、抗欝作用が期待される。
- アセチルカルニチン（アセチル-L-カルニチン） - Acetylcarnitine - アミノ酸。アセチルコリンの前駆体。(アセチルコリン分子にアセチル基を渡す。)リポ酸と相乗効果を示す。
- セントロフェノキシン (ルシドリル) - コリン様作動体。アルツハイマーや認知症の治療薬に用いられる。神経系のアンチエイジングに利用される。
- コリン - アセチルコリン前駆体。 (アセチルコリン合成には不可欠な物質。)
  - アルファGPC（Alpha-GPC、L-Alpha Glycerylphosphorylcholine） - もっとも効果的なコリン前駆体。容易に脳関門を通過する。
  - CDP-コリン (Cytidine diphosphate choline) - α-GPCによく似た作用を示し[要出典]、より安価である。
  - 重酒石酸コリン(英: choline bitartrate) - アセチルコリン前駆体。抗鬱作用。
  - クエン酸コリン(英: choline citrate) - アセチルコリン前駆体。抗鬱作用。
- DMAE - アメリカではADD/ADHDの治療薬。アセチルコリン前駆体かつ、コリン様作動体であり、また脳からのリポフスチン除去効果、抗鬱作用もある。
- レシチン - アセチルコリン前駆体であるリン脂質の1種類であるホスファチジルコリン（Phosphatidylcholine）を含む。
- ピロリドン誘導体：
  - ピラセタム (Nootropil) - Piracetam - 元祖の、[11] そしてもっとも使われている[12][11]スマートドラッグである。コリン様作動体であり、DMAE、セントロフェノキシン、コリン、そしてヒデルギンと相乗効果を示す。脳細胞の代謝とエネルギーレベルを増大させ[13][11]、左右両脳半球間の連絡を活性化させ、覚醒度（alertness）を増し[14]、集中力を高め、記憶力を改善する。ニューロンを低酸素症から守り[11]アセチルコリン受容体の成長を促進する。神経の再生をも引き起こす。また、ピラセタムは顕著にニューロンのリポフスチン形成を抑える[15]。これは、高齢者に心理的に前向きな態度になることを助けてくれる[16]。この薬は、アメリカでは規制されていない。
  - アニラセタム（Aniracetam） - ピラセタムのアナログ（類似物）で、4～8倍の効果がある。ピラセタムのように、アニラセタムは、ジエチルジチオカルバミン酸化物やクロニジン等の記憶力を弱める物質から身を守ってくれる[17]。また、ピラセタムのように、アニラセタムは高齢者の記憶力を、脳に必要なモノアミンを増やすことによって改善する[10]。ピラセタム、ラセタム共に胎児性アルコール症候群の治療に使える可能性がある[18]。アニラセタムは覚醒度を高める[14]。
  - エチラセタム（Etiracetam） - より覚醒効果が高い。[14]
  - ニフィラセタム（Nefiracetam） - ピラセタムのアナログで、海馬の神経伝達をスムーズにする[19]。
  - オキシラセタム（Oxiracetam） - ピラセタムのアナログで、2～4倍の強さ。記憶力、集中力、覚醒感。妊娠中のラットに与えると、その子孫は生理食塩水グループよりもより知能が高くなったという。
  - プラミラセタム（Pramiracetam） - ピラセタムのアナログで、15倍の強さ[20]。

- パントテン酸（ビタミンB5） - コリンからアセチルコリンへの変換の補因子、コリン様作動体、スタミナ増強。

過剰のアセチルコリンは潜在的に有害であると考えられている。また、例えばプラミラセタムの場合は作用が非常に強力なため、少量でも脳内のアセチルコリンを大量に消費する。その結果、脳が急速に疲労するため眠気や脱力感に襲われることがある。コリン作用性のスマートドラッグを服用時には注意が必要である。

#### ドーパミン作用性のスマートドラッグ
ドーパミン作動性物質とは、神経伝達物質ドーパミンやドーパミンを使用する神経系の構成要素に影響を与える物質を指す。ドーパミンは、すべてのカテコールアミン神経伝達物質の合成時に生成され、ドーパミンの合成速度がすべてのカテコールアミンの合成速度を決定づける。ドーパミン作用性のスマートドラッグには以下のようなドーパミン前駆体や補因子、ドパミン再取り込み阻害剤が挙げられる。
- L-ドーパ - 神経伝達物質ドーパミン前駆体。抗鬱作用。
- フェニルアラニン (ビタミンB6とビタミンCが必要) - 必須アミノ酸。 ドーパミン前駆体、抗鬱作用、覚醒感（vigilance）。
- DL-フェニルアラニン (DLPA) - DLPA は慢性疼痛やうつ病、あるいは月経前症候群による情緒不安定に有効な場合があるとされる。
- テアニン（L-Theanine） - お茶に含まれる。セロトニン、ドーパミンレベルを増やす。アルファ波に基づく覚醒感のあるリラックス。
- チロシン（tyrosine） (ビタミンB6とビタミンCが必須) - アミノ酸。ドーパミン前駆体であり、抗鬱作用や覚醒感を与える。
- ビタミンC- 心臓血管や細胞膜の品質向上、抗酸化物質（脳細胞を保護）、神経伝達物質ドーパミン、セロトニンの補因子。
- ビタミンB6 - ドーパミン補因子。
- ヨヒンベ（Yohimbe） - 樹皮より精製。媚薬としても用いられる。しかし、その原因はわかっていない。副作用として、神経麻痺のほか、呼吸が遅くなったりアシドーシスを引き起こし、イライラ感、むかつき、吐き気などを催す。この植物から分離されたラウオルフィアアルカロイドがヨヒンビンである。
- デプレニル（Deprenyl） - 覚醒剤取締法により覚醒剤原料指定。ドーパミンを分解するモノアミン酸化酵素阻害薬（MAO-B）を阻害する。
- トルカポン（Tolcapone） - ドーパミン、アドレナリン、ノルアドレナリンを分解するCOMTを阻害し、カテコール・オルト・メチルトランスフェラーゼ（catechol-O-methyltransferase）遺伝子のval158Met多形の遺伝子型がval/valとval/metの場合、ワーキングメモリに依存する仕事の効率を向上させる。一方、遺伝子型がmet/met型である場合では低下させる。トルカポンは、致命的な副作用の危険性がある。

#### セロトニン作用性のスマートドラッグ
Serotonergicとは、神経伝達物質セロトニンやセロトニンを使用する神経系の構成要素に影響を与える物質である。セロトニン作用性のスマートドラッグは、セロトニン前駆体や補因子、選択的セロトニン再取り込み阻害剤が挙げられる：
- 5-ヒドロキシトリプトファン(5-HTP) - トリプトファンからセロトニンが生合成される中間過程の化合物である。セロトニン前駆体、リラックス、安眠作用。
  - グリフォニア・シンプリシフォリア(Griffonia simplicifolia) - アフリカ産のマメ科の植物。5-HTPの天然の供給源。
- トリプトファン (ビタミンB6とビタミンCが必要) - 必須アミノ酸。セロトニン前駆体。バナナや家禽類（特に七面鳥）、牛乳などに高濃度で含まれる。リラックス、安眠作用。
- LSDや2C-T-7のような5HT2Aのアゴニストは、幻覚を誘発する量よりもはるかに低用量で用いた場合、向知性効果を生じることが示されている。例えば、幻覚を誘発する用量の1/25である10 μgのLSDや1 mgの2C-T-7がこれに該当する。

### 抗うつ、精神安定剤、アダプトゲン的な働きをするスマートドラッグ
鬱や憂鬱は、認知能力に悪影響を与える。鬱による悲しみ、罪悪感、無力感、絶望感、不安感、恐怖感は生産的な思考を減退させ、一方で鬱による無気力でやる気や行動力（好奇心、興味、決断力などのような）が欠けてしまう。
他の症状には、睡眠障害、精神的疲労や精力減退、集中力や判断力に困難が生じるほか、記憶力を含む全身の認知が鈍るなどが知られている。これらの症状を取り除くことで知能や脳のパフォーマンスは明確に上昇することから、鬱の対策を行うことが戦略上有効なのである。
そもそも、鬱と脳内の神経伝達物質（ドーパミン、アセチルコリン、セロトニン）の減少は強い相関関係があり、神経伝達物質の供給は鬱を軽減すると考えても何ら不自然ではない。ストレスも神経伝達物質の消耗の重要な要因であり、それがまたストレスの原因となって悪循環に陥るのを防ぐため、ストレス対策や、ストレスに対抗できる物質を摂るのも非常に有効な方法となる。
以下は上記以外の憂鬱やストレスに対処するスマートドラッグである。
- ホスファチジルセリン(Phosphatidylserine)  - リン脂質。抗鬱作用。ストレスホルモン「コルチゾール」の濃度を下げて脳の血流を回復させ、脳の海馬を死滅から守る。
- アミノ酸 - 鬱状態で足りなくなるホルモン、「セロトニン」と「ノルアドレナリン」の材料。
- アシュワガンダ(Withania somnifera) - 根の部分。インド人参とも。身体機能を調整しストレスや不安を軽減する強壮剤アダプトゲンとして使われる。
- イノシトール - ビタミンBに似た物質で、不安感を軽減する。これは、γ-アミノ酪酸がGABAAレセプターに結合するのを助けるからであると言われている。イノシトールは糖質であるので、脳や筋肉の代わりのエネルギー源となる。これは"Sugar high"にはなるが"Sugar low"にはならないので、紅茶の砂糖代わりに適している。ニューロンを強化する膜安定化薬でもある。
- レモンバーム - ハーブ。抗鬱作用。ストレスや不安を軽減する。
- ロディオラ・ロゼア - ハーブ。アダプトゲン；気分を向上させ、鬱を緩和し、精神的エネルギーやスタミナを促進し、疲労を軽減する。
- γ-アミノ酪酸 - GABA（ギャバ） γ(gamma)-aminobutyric acid  - 鎮静、抗痙攣、抗不安作用。
- 茶 - ハーブ。テオフィリンやテアニンを含む。アルファ波に基づく覚醒感(alertness)のあるリラックス。
- テアニン - アミノ酸。茶に含まれる。脳内のセロトニン、ドーパミンレベル増大。アルファ波に基づく覚醒感(alertness)のあるリラックス。
- チロシン - アミノ酸。ドーパミン前駆体であり、抗鬱作用や覚醒感を与える。ストレスや不安を軽減する。
- セントジョーンズワート - ハーブ。有効成分：ヒペリシン（hypericin）、ヒペルホリン（hyperforin）は、鬱を和らげることが臨床的に示されている。
- エゾウコギ - 根の部分。不安を和らげるアダプトゲンで、肉体的、精神的ストレスを調整する。
- セレギリン（Selegiline） - デプレニル（Deprenyl） - 覚醒剤取締法により覚醒剤原料指定。ピラセタムやメクロフェノキセートと同じく、細胞の再生を促し、脳のリポフスチン色素やセロイド色素の蓄積量を減少させる[21]ので、この薬は脳の老化に関係する病気の進行を遅らせる可能性がある。
- スチュランディア・フルテッセンス（Sutherlandia frutescens） - ハーブ。アダプトゲン。血液の解毒作用。
- バソプレシン - 処方箋医薬品。記憶の書き込み(encording)や呼び起こしを行う脳下垂体で作られるホルモン。慢性的な無気力や、薬物性のバソプレシン減少に即座に効く。
- ナイアシン (ビタミンB3) - 必須栄養素。集中力や記憶力を穏やかに改善する。血管拡張作用。気分安定、強い抗不安作用。副作用：異常亢進、血圧の低下、皮膚の紅潮（血管拡張作用による）、痒み（ヒスタミンの生成による）
- ジメチルエタノールアミン (Dimethylethanolamine; DMAE) - コリンの類縁体であり、神経伝達物質であるアセチルコリンの生化学的前駆体である。ジメチルエタノールアミンの摂取によって、脳からのリポフスチン除去効果、抗鬱作用もある。

### 脳の栄養や、酸素供給を改善するスマートドラッグ
- アセチルカルニチン（アセチル-L-カルニチン） - Acetylcarnitine - アミノ酸。脂肪酸を細胞膜やシトソルを通って細胞内のミトコンドリアに運ぶ。そこでは、脂肪は酸化され体内の共通のエネルギー源となるATPとなる。リポ酸と相乗作用を示す。
- リポ酸（別名：α-リポ酸、チオクト酸） - Alpha Lipoic Acid - アセチルカルニチンと相乗作用。
- クロム - Chromium - 血糖値を上げ、安定させる。
- ユビキノン（コエンザイムQ-10） - Coenzyme Q10 - 細胞内のミトコンドリアを介する酸素運搬を増大。老化による認知症（痴呆）を遅らせるとの主張があるが、医薬品としての登録は受けていない。
- クレアチン - Creatine - ATPの生産により脳のエネルギーレベルを上げる。
- イノシトール - Inositol - 上記
- ピラセタム - Piracetam - 覚醒度、血流、酸素供給、脳卒中の治療
- ピリチノール - Pyritinol (Enerbol) - 脳の酸素、ブドウ糖取り込みを促進、ブドウ糖が血液脳関門を通過しやすくする。強力な抗酸化物質で、水酸ラジカルを取り除く。
- ビンポセチン - Vinpocetine - 微小循環を改善し、脳細胞への酸素供給を改善する。

### 頭の回転、集中力、スタミナを増強するスマートドラッグ
記憶力の増強作用と刺激防壁作用があるほか、ADD/ADHD（Attention Deficit Hyperactivity Disorder、注意欠陥・多動性障害）治療などに用いられる場合がある。またその作用から中枢神経刺激薬と呼ばれることもある。
- アドラフィニル (英: Olmifon) -
- カフェイン - 集中力を高め、アイデア力が増すが、記憶の書き込み(encording)が妨げられる。また、震えなどを生み出す。カフェインは世界でもっとも広く使われている精神活性物質だが、強いレベルの耐性がつきやすい。
- ニセルゴリン（英: Nicergoline） - 老人性痴呆に使われるメシル酸エルゴロイド誘導体である。頭の回転をよくし、明晰さや知覚を鋭くする。覚醒感（vigilance）を高める。[14]動脈血流を高め、脳の酸素、ブドウ糖使用量を増やす。
- ニコチン - 刺激防壁効果(集中に役立つ。) 、刺激防壁リバウンド効果(好ましくない副作用)を持つ。
- コカイン - 麻薬及び向精神薬取締法により麻薬指定
- メチルフェニデート (リタリン, コンサータ) - 麻薬及び向精神薬取締法により第一種向精神薬指定、処方箋医薬品
- デキストロアンフェタミン -（デキセドリン、英: Adderall, 英: Dexedrine®）- 覚醒剤取締法により覚醒剤指定 - 注意欠陥・多動性障害の治療などに用いられ、合法な国と違法な国があり、各国の法律により定められている。
- モダフィニル - (英: Provigil) - 麻薬及び向精神薬取締法により第一種向精神薬指定
- ピラセタム - Piracetam - 上記
- フェニバット（英: Phenibut） -
- テオフィリン -
- アンフェタミン - 覚醒剤取締法により覚醒剤指定
- アセチルカルニチン（アセチル-L-カルニチン） - Acetylcarnitine - 血中アセチルカルニチンの濃度低下により、倦怠感・思考力・集中力の低下なども引き起こす原因とされている。血中濃度増強により、スタミナ・頭の回転・集中力を増強する。
- ジメチルエタノールアミン (Dimethylethanolamine; DMAE) - コリンの類縁体であり、神経伝達物質であるアセチルコリンの生化学的前駆体である。ジメチルエタノールアミンの摂取によって、短期的には注意力や集中力の向上、気分の高揚が見られる。

### 記憶力が改善し学習能率が上がるといわれているスマートドラッグ
上の"nergics"は記憶力（記憶の書き込み(encording)と思い出し）を増強すると言われている。
リストした化合物は記憶力改善効果を期待して利用される。この効果は、脳のエネルギーや酸素の供給、神経成長刺激や神経保護などの範疇において一般的な脳の働きを改善することで生じるものである。その他の特徴的な作用を持つとされる化合物については、各々の項目の箇所に別記した。
その他の記憶の書き込み(encording)と思い出しに明確な効果のあるスマートドラッグとしては以下のものがある。
- エルゴチオネイン- キノコなどの含まれる抗酸化作用のあるアミノ酸誘導体。OCTN1という膜輸送体（トランスポーター）によって血液脳関門を通過し脳や海馬に運ばれる。記憶学習機能を向上させる効果がある[22]。
- ホスファチジルセリン(Phosphatidylserine)  - リン脂質。記憶力改善効果。ストレスホルモン「コルチゾール」の増加を防ぎと脳の海馬が死んで物覚えが悪くなるのを防止する。
- ギンコライド - イチョウの葉に含まれるテルペノイドの一種。記憶力増進や脳内血流改善効果。
- ω-3脂肪酸 - オメガ3の欠乏により学習能、視力の低下を防止する。オメガ3は、神経細胞の細胞膜を柔らかくし、樹状突起を増やしたり、軸索の成長を促して脳・神経系の健全性を保つ。オメガ3が不足すると脳内セロトニンの量が減少し、多動性障害を引き起こすという報告がある。アルツハイマー型痴呆やうつ病などの疾病に対してもオメガ3の摂取は有効であるといわれている。

- ピラセタム - Piracetam - 記憶力、アルツハイマー病、認知症（痴呆）、失読症、ダウン症を改善。
- ローズマリー - ハーブ。記憶力の改善に古くから知られているが、未だに証明はされていない。
- バソプレシン - ホルモン、処方薬。
- デキストロアンフェタミン - (Adderall, Dexedrine) - 覚醒剤取締法により覚醒剤指定[23] - 重度の肥満、およびナルコレプシーや注意欠陥多動性障害 (ADHD) などの治療に用いられる。能率向上や娯楽目的での濫用は、ほとんどの国で違法とされる。
- グリシン - アミノ酢酸。記憶力を改善。
- ナイアシン (ビタミンB3) - 必須栄養素。集中力や記憶力を穏やかに改善する。血管拡張作用。気分安定、強い抗不安作用。副作用：異常亢進、血圧の低下、皮膚の紅潮（血管拡張作用による）、痒み（ヒスタミンの生成による）
- パントテン酸（ビタミンB5） - コリンからアセチルコリンへの変換の補因子、コリン様作動体、スタミナ増強。
- ビタミンB6 - ドーパミン補因子。
- ビタミンC - 心臓血管や細胞膜の品質向上、抗酸化物質（脳細胞を保護）、神経伝達物質ドーパミン、セロトニンの補因子。細胞膜安定化剤、コラーゲン合成に関わる。ニューロンを強くし、ダメージを受けにくくする。ドーパミン生成の補因子でもある。

### 神経の成長促進、脳細胞の保護作用のあるスマートドラッグ
- エルゴチオネイン- キノコなどの含まれる抗酸化作用のあるアミノ酸誘導体。OCTN1という膜輸送体（トランスポーター）によって血液脳関門を通過し脳や海馬に運ばれる。脳神経細胞の分化や脳の神経成長を促進する作用がある[24]。
- ホスファチジルセリン(Phosphatidylserine)  - リン脂質。脳細胞の保護作用。ストレスホルモン「コルチゾール」の濃度を下げて脳の血流を回復させ、脳の海馬を死滅から守る。
- ギンコライド - イチョウの葉に含まれるテルペノイドの一種。記憶力増進や脳内血流改善効果。
- アセチル-L-カルニチン - アミノ酸。リポフスチン形成を抑える。
- セレギリン (Deprenyl) - 覚醒剤取締法により覚醒剤原料指定。脳細胞保護、脳細胞の老化を遅らせ、ラットでは最長寿命を延ばした。
- ヒデルギン (Hydergine) - メシル酸エルゴロイド(Ergoloid mesylate) - 神経成長因子(NGF)に似ている。また、強力な抗酸化物質であり、常用によって心不全や脳卒中による脳死を遅らせる。覚醒感(vigilance)がある。[14]
- イデベノン (Idebenone) - 神経の成長を促し、コエンザイムQ-10と同じような効果がある。イデベノンの支持者の一部はコエンザイムQ-10には"有害な副作用"が存在すると主張しているが、この主張には学術的な裏づけが行われていない。
- イノシトール - 細胞膜安定化剤。ニューロンを補強し、ダメージに強くする。
- ピリチノール (Pyritinol) - 医薬品であり強力な抗酸化物質で水酸ラジカルを取り除く。酸素やブドウ糖の脳への取り込みを高め、ブドウ糖が血液脳関門を通りやすくすることで、総合的な脳機能を高める。
- ラサギリン (Azilect) - 医薬品であり、単剤またはレボドパ（L-ドーパ）との併用でパーキンソン病の治療に使われる。モノアミン酸化酵素B（MAO）を選択的に阻害することによって、ドーパミンレベルを増やし、維持することを助ける。
- ビタミンC - 細胞膜安定化剤、コラーゲン合成に関わる。ニューロンを強くし、ダメージを受けにくくする。ドーパミン生成の補因子でもある。
- ピロロキノリンキノン

### 向知性効果を意図した娯楽のための麻薬
- アンフェタミン (英: Adderall, 英: Dexedrine) - 日本では覚醒剤取締法で覚醒剤として指定されている。日本以外の国では、ADHDやナルコレプシー、および重度の肥満に対して処方される場合があるほか、軍のパイロットの抗疲労薬として用いられることもある。この薬物は覚醒感を与え、精神集中力、警戒心、スタミナ、性的満足感などを向上させる。一方で、強い習慣性を形成し、多くの副作用を生じる。個人輸入は禁止されているほか、世界中ほぼ全ての国家で、娯楽のための利用や向知性目的での使用が規制されている。
- 大麻は感覚を鋭敏にすると共に、創造力と関連する脳波であるアルファー波を亢進させることが報告されている。
- LSD - 日本では、麻薬及び向精神薬取締法による規制薬物である。この化合物は1 μgといったごく少量で効果を示し、本質的に異なったような知覚を与え、知覚能力を抜群に拡大する。左脳と右脳の活性化から、創造性を極端に向上させる。また、幻覚作用は20–30 μg の程度の低用量で生じ、500 μg の用量まで効果は比例することが知られるほか、いわゆるバッド・トリップに陥ることもある。そのほか認識転移や共感覚、フラッシュバックなども生じさせる。さらに、LSDはしばしば長期にわたり、あるいは永続的に使用者の人格や人生観を変える場合がある(詳しくはこちらも参照のこと Albert Hofmann: LSD - My Problem Child.)。
- 4-Methylaminorex (4-MAR, 4-MAX)（英: 4-methylaminorex）
- ペモリン
- シロシビンとサイロシン
- Methylenedioxypyrovalerone (MDPV) （英: MDPV）
- メスカリン

### その他のヌートロピック
- アダフェノキサート - ラットに対する抗不安効果が報告されており[25]、人間に対しても同様の薬効が期待される。
- Butea frondosa(ブテアフロンドサ) - Butea frondosaは、インドの医学体系において記憶力増強剤および若返りの薬として利用されており ... B. frondosa は、抗ストレス作用と弱い向知性効果を示す"[26]。
- BMY 21502 - 実験動物に脳外傷を与えた後で一週間にわたりBMY-21502を投与した群では、投与しなかった群と比較して、脳外傷後の学習能力障害に対する顕著な改善効果が見られた。その一方で、脳外傷させなかったコントロール群の実験動物と比較した場合では、成績は低下していた。これらの結果より、BMY-21502は脳外傷により生じる学習能力不全を減じる上で有用である可能性が示唆されている。
- カベルゴリン (Dostinex) -
- Celastrus panicaltus(灯油藤) - ニシキギ科ツルウメモドキ属の植物でハーブとして用いる。
- セレブロライシン（Cerebrolysin） - 神経保護目的で利用される化合物であり、アルツハイマーに対する効果が期待されている。現在、臨床試験が行われている。
- コルラセタム - 虚血性網膜症と網膜および視神経の障害の治療と予防薬としての潜在的使用も行われている。
- デスモプレシン (DDAVP) - 医薬品でバソプレシンの類似体である。なお、バソプレシンは抗利尿と記憶に関連するホルモンである。
- デヒドロエピアンドロステロン（DHEA） - 副腎で合成されるホルモンであり、エストロゲンとテストステロンの前駆体である。
- ファソラセタム -
- 必須脂肪酸 - エイコサペンタエン酸（EPA）とドコサヘキサエン酸（DHA）が良く知られている。特にEPAは抗欝作用と自閉症および学習障害への有効性が明確に示唆されている。

- フィペキシド (Vigilor) - ジエチルジチオカルバメートやクロニジンといった化学物質による記憶障害からの保護作用を持つ[17]。
- ガランタミン - 軽-中度の血管性認知症・アルツハイマー病の治療用として用いられる。
- ジェロビタールH3(GH3) -
- イチョウ - 根を用い、末梢や脳の血流を増強する。向知性作用については議論がある。
- ゴツコラ(ツボクサ) - Herb and root.
- メクロフェノキサート - ラットに対する抗不安効果が確認されており[25]、ヒトに対しても同様の効果が期待されている。また、フィペキシド（Fipexide）と同様に、ジエチルジチオカルバメートやクロニジンといった化学物質による記憶障害からの保護作用を持つほか[17]、多くのラセタム類と同じく、胎児性アルコール症候群の治療薬となる可能性がある[18]。
- ミラセミド（Milacemide） - 医薬品
- ニモジピン -
- オンダンセトロン -
- オキシラセタム (Neuromet) -
- フェニトイン (Dilantin) -
- ホスファチジルセリン- 加齢による記憶の損失の削減と、集中力の増強。
- ピカミロン - 医薬品
- プレグネノロン - ホルモンであり、DHEAの前駆体
- ピログルタミン酸 -
- セマックス（Semax） - 神経系刺激作用を示す神経ペプチドであり、副腎皮質刺激ホルモンのペプチド配列の一部、Pro8-Gly9-Pro10 ACTH(4-10)より開発された。ニューロン形成の著しい増加を促すと主張されている。
- ソマトトロピン(w:en:Somatotropin) -
- スルブチアミン(アーカリオン) - 医薬品
- キサンチノール -
- プテロスチルベン(Pterostilbene) -
- AC-11（Activate Chromosome-11） - キャッツクローの樹皮より薬剤を使用せず熱水で抽出したエキスで、体内のDNA修復能力を促進する新しい機能性成分CAEｓを高濃度に分画した機能性素材。「DNA修復促進物質」として、米国においてファンクションクレーム（機能強調表示）の表示がFDAで受理されている。

## ブレインフーズ
いくつかの一般的な食品は、ヌートロピックとしての効果を示すとされる化合物を多く含んでいる。
- サケや新鮮なマグロ（ツナの缶詰は不可）のようなw:en:Oily fishは、エイコサペンタエン酸やドコサヘキサエン酸のようなω-3脂肪酸（Omega-3）に富んでいる。ダイエットによりこれらの化合物が不足することにより、鬱や攻撃的行動、統合失調症、小児の多動性障害のような精神疾患リスクが上昇することが報告されている。

- アセチルカルニチン（アセチル-L-カルニチン） - Acetylcarnitine - 体内のカルニチンのうち約1割はアセチルカルニチンの状態で存在する。アセチルカルニチンは、血液脳関門を通過して脳内に到達し、アセチルコリン量を増やすことがわかっている。実際にアルツハイマー病初期症状の改善に効果がある可能性があるとして世界中で研究が勧められており、ブレインフードとして応用されはじめている。